# Anttjärnen
Anttjärnen är en sjö i Överkalix kommun i Norrbotten och ingår i Kalixälvens huvudavrinningsområde. Sjön har en area på 0,0765 kvadratkilometer och ligger 78 meter över havet.

## Delavrinningsområde
Anttjärnen ingår i det delavrinningsområde (738495-180223) som SMHI kallar för Utloppet av Innerträsket. Medelhöjden är 74 meter över havet och ytan är 17,05 kvadratkilometer. Det finns inga avrinningsområden uppströms utan avrinningsområdet är högsta punkten. Kvarnbäcken som avvattnar avrinningsområdet har biflödesordning 3, vilket innebär att vattnet flödar genom totalt 3 vattendrag innan det når havet efter 91 kilometer. Avrinningsområdet består mestadels av skog (49 procent) och sankmarker (48 procent). Avrinningsområdet har 0,08 kvadratkilometer vattenytor vilket ger det en sjöprocent på 0,4 procent.